# یواس‌اس تولدو (سی‌ای-۱۳۳)
یواس‌اس تولدو (سی‌ای-۱۳۳) (به انگلیسی: USS Toledo (CA-133)) یک کشتی بود که طول آن ۶۷۴ فوت ۱۱ اینچ (۲۰۵٫۷۱ متر) بود. این کشتی در سال ۱۹۴۵ ساخته شد.